# Torba (Rumunia)
Torba (węg. Torboszló) – wieś w Rumunii, w okręgu Marusza, w gminie Măgherani. W 2011 roku liczyła 164 mieszkańców.